# Пастернак Северин Іванович
Пастерна́к Севери́н Іва́нович (29 вересня 1899, Вацовичі (Залужани) — 14 березня 1994) — український геолог і палеонтолог. Брат відомого археолога Ярослава Пастернака. Доктор геологічно-мінералогічних наук, викладач на кафедрі історичної геології та палеонтології геологічного факультету університету Франка.

## Біографія

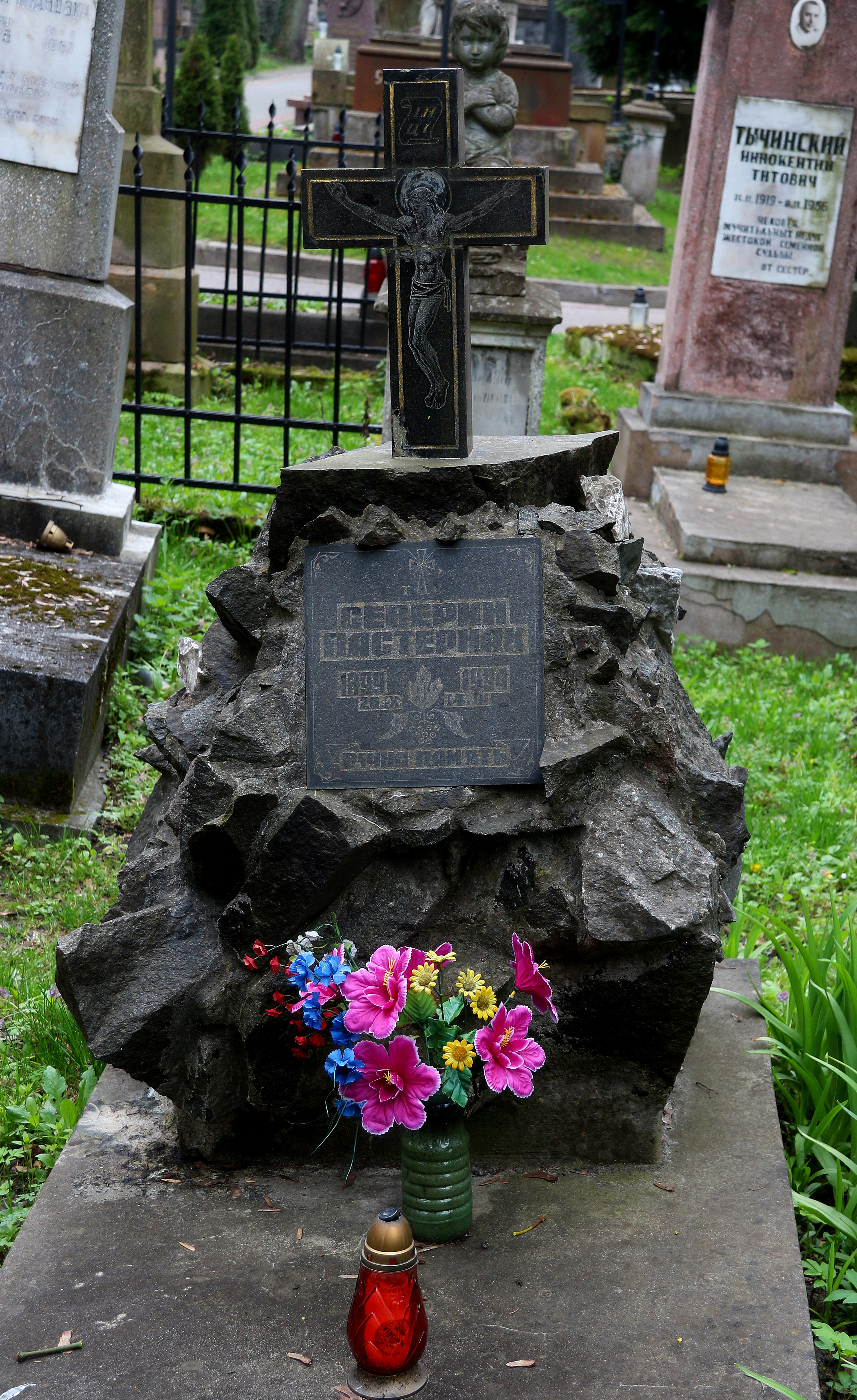
Могила Северина І. Пастернака

Народився 29 вересня 1899 року в с. Вацовичах (Залужани) Дрогобицького повіту на Львівщині в сім'ї греко-католицького священника Івана Пастернака. Навчався в українській гімназії у Львові. Після її закінчення воював і був поранений на австрійсько-італійському фронті. У 1919 р. добровольцем вступив до лав Української Галицької Армії (УГА). Перебуваючи в УГА, працював у «Пресовій квартирі», де брав участь у випуску бойової газети «Козацький голос». Після поразки УГА і падіння ЗУНР у чині підхорунжого перейшов на територію Чехословаччини та був інтернований. Тут брав участь у виданні журналу колишніх вояків УГА «Український скиталець». У 1927 р. закінчив Вищу гірничу школу у Пшибрамі, отримав диплом гірничого інженера і повернувся до Львова. Працював викладачем у ремісничому училищі, одночасно вивчав геологію і корисні копалини Галичини та розбирав геологічні матеріали, які накопичилися у Природничому музеї наукового товариства ім. Т. Г. Шевченка. Уже в ті роки виявив схильність до наукової роботи, про що свідчать перші наукові праці 1929—1930 рр. Член Українського технічного товариства. 1930 року обраний до правління товариства.
По приєднанні Галичини до радянської України виконував обов'язки доцента геологічного факультету Львівського університету, працював науковим співробітником Львівського Природознавчого музею АН УРСР. Після звільнення Львова від німецької окупації працював старшим науковим співробітником ни, зокрема нафтові родовища Галичини. У 1947 р. захищає кандидатську, а у 1962 р. — докторську дисертацію. З 1963 р. і до виходу на пенсію працює на посаді старшого наукового співробітника Інституту геології та геохімії горючих копалин АН УРСР.
Загальний список друкованих праць вченого, включаючи монографії, рецензії, газетні та статті у популярних виданнях, бібліографію, хроніку налічує до 200 назв. Будучи стратиграфом і палеонтологом, вивчав і мінеральну сировину Західної України, зокрема нерудні корисні копалини. Не був байдужим і до молодших відкладів — міоценових пісковиків Львова та його околиць, з яких відібрав зразки бурштину. Виявив і дослідив низку родовищ високоякісних пісків та вапняків, які за його рекомендаціями почали використовувати заводи будівельних матеріалів та склозаводи Львівщини. Завдяки планомірному, ретельному і всебічному вивченню геології заходу України та монографічному опису окремих груп фауни Северин Іванович здобув славу як в Україні, так і за її межами.
Приділяв час вихованню висококваліфікованих спеціалістів, був членом вчених рад наукових установ Львова, членом оргкомітетів, конференцій, симпозіумів, семінарів, нарад тощо. Останню з його статей опубліковано 1993 року у «Палеонтологічному збірнику», членом редколегії якого вчений був з часу заснування видання.
Помер 14 березня 1994 року. Похований на Личаківському цвинтарі, поле № 53.

## Праці
1. Теорії поставання рудних жил і їх вплив на гірництво // Технічні вісті. 1928.
2. Спроба відновити вугільний промисел в Глинську // Технічні вісті. 1929.
3. На копальні золота // Життя і знання. 1929.
4. Мінеральні джерела в Черчі // Збірник фізіографічної комісії наукового товариства імені Тараса Шевченка. 1930. — вип. 3. С. 59—62.
5. Джерела енергії західноукраїнських земель (Ропа, земний газ, вугілля) // Технічні вісті. 1931.
6. Вибухи на копальнях // Життя і знання. 1931
7. Das Vorkommen der Steinkohle in Susycia bei Chyriv (S. B. Sevcenko) // Ges. 1931. № 14. S. 14—15.
8. Досліди над корисними копалинами західноукраїнських земель // Збірник фізіографічної комісії наукового товариства імені Тараса Шевченка. 1932. вип. 4—5. С. 33—38.
9. Відкриття нових родовищ корисних копалин на західноукраїнських землях // Технічні вісті. 1932.
10. Підкарпатські потасові солі в світлі нових дослідів // Український агрономічний вісник 1934. кн. 4.
11. Вісімдесятиліття галицького нафтового промислу // Технічні вісті. 1935.
12. Услів'я праці в нашому технічному світі // Технічні вісті. 1936.
13. Корисні копалини. Українська загальна енциклопедія. Т. 3. Україна. Львів—Станіславів—Коломия, 1935. С. 371—376.
14. З новіших дослідів над нашими мінеральними джерелами // Технічні вісті. 1936.
15. Корисні копалини та промисловість Карпатської України // Технічні вісті. 1938.
16. Каолины Западной Украины // Огнеупоры, 1940. № 11—12. С. 585—587.
17. Знахідка фукозиту в Карпатах // Наукові записки Львівського державного університету ім. I. Франка. Серія геологічна 1946. Т. 2. вип. 1. С. 49—51.
18. Меловые отложения Львовской мульды // Труды Львовского геологического общества. Серия геологическая 1948. вып. 1. С. 3—25 (співавтор О. К. Смирнова).
19. Про склярські піски околиць Львова // Мінералогічний збірник 1948. № 2. С. 141—150.
20. Нові знахідки плейстоценової фауни на західному Поділлі // Наукові записки Природознавчого музею АН УРСР. 1952. Т. 2. (співавтор К. А. Татаринов).
21. Изученность меловых отложений западных областей УССР // Труды Львовского геологического общества. Серия геологическая. 1953. Вып. 3. С 86—99.
22. Піски західних областей УРСР та шляхи їх використання в скляній промисловості // Питання розвитку продуктивних сил західних областей УРСР. 1954.
23. Краткий геологический путеводитель по Львову. Львов, геологическое общество. 1954 (співавтори О. С. Вялов, В. О. Горецький, Л. М. Кудрін).
24. Ancyloceras hipunctatum Schluter из Маастрихта Волыно-Подольской плиты // Геологический сборник 1954. № 1. С. 157—159.
25. Мезозой платформы // Проблемы промышленной нефтегазоносности и газоносности западных областей УССР. 1954.
26. Четвертичные отложения. Там же.
27. Серпуліди крейдяних відкладів Волино-Подільської плити і їх значення для стратиграфії // Наукові записки Науково-природознавчого музею АН УРСР. 1955. Т. 4
28. Матеріали до характеристики пектинід крейдяних відкладів Волино-Подільської плити // Наукові записки Науково-природознавчого музею АН УРСР. 1956. Т. 5.
29. Палеонтологічні колекції Львівського науково-природознавчого музею АН УРСР як основа робіт по біостратиграфії і палеогеографії Волино-Подільської плити // Тези доповідей виїзної сесії відділу біологічних наук АН УРСР. 1956.
30. Новые находки иноцерамов в закарпатском флише // Геологический сборник 1956. Т. 2—3. С. 203—209 (співавтор О. С. Вялов).
31. К столетию Львовского научно-природоведческого музея Академии наук УССР // Геологический сборник 1956. № 2—3. С. 347—348.
32. Фаціальний профіль крейдових відкладів Волино-Подільської плити // Геологический журнал АН УРСР. 1956. Т. 21. № 4. С. 50—56.
33. Альб-сеноман Волыно-Подольской плиты // Геологический сборник 1957. № 4. С. 128—142.
34. Нові дані про фауну Журавненського пісковика // Наукові записки Науково-природознавчого музею АН УРСР. 1957. Т. 6. С. 107—112.
35. Путівник по Львівському Науково-природознавчому музею АН УРСР. 1957 (співавтори П. П. Балабай, І. К. Загайкевич, О. П. Кулаківська та ін.).
36. Нові знахідки четвертинних ссавців на західному Поділлі 7/ Збірник праць Зоологічного музею АН УРСР. 1957 (співавтор К. А. Татаринов).
37. Albian-cenomanianul de platforma volino-podolica. Analele romanosovietfce. Academia Republici Populare Romine, 1958.
38. Палеонтологічні колекції Науково-природознавчого музею АН УРСР // Наукові записки Науково-природознавчого музею АН УРСР. 1959. Т. 7. С. 36—41.
39. Велетенський амоніт Parapuzosia daubreei Grossouvre з Волино-Подільської плити // Наук. зап. Науково-природознавчого музею АН УРСР. 1959. Т. 7 (співавтор С. П. Коцюбинський).
40. Біостратиграфія крейдових відкладів Волино-Подільської плити. К., 1959.
41. Атлас палеогеографічних карт Української і Молдавської РСР. За ред. B. Г. Бондарчука. Київ, 1960 (співавтори Є. Я. Краєва, А. М. Муліка та ін.).
42. Спроба застосування діаграм при вивченні форми крейдових пектинід // Геол. журнал 1961. Т. 21. вип. 2. С. 104—106.
43. К стратиграфии верхнемеловых отложений Львовской впадины // Тр. ВНИГНИ. 1961. Вып. 29. Т. 3. С. 91—95.
44. Фауна крейдових відкладів району Рахова, Закарпатської області // Наук. зап. Науково-ириродознавчого музею АН УРСР. 1961. Т. 9. С. 12—23.
45. Крейдові відклади Волино-Подільської плити і можливості їх використання в будівельній промисловості // Там же. С. 31—34 (співавтор С. П. Коцюбинський).
46. К систематике верхнемеловых пектинид // Палеонтологический сборник 1961. № 1. C. 19—21.
47. Памяти Б. С. Кокошинской // Палеонтологический сборник 1961. № 1. С. 157—158 (співавтор О. С. Вялов).
48. Биостратиграфия верхнемеловых отложений Волыно-Подольской плиты: Автореферат дис…. д-ра геол.-мин. наук. Львов, 1961.
49. Chlamys (Aequipecten) wisniowskii — новий вид з верхньокрейдових відкладів // Наук. зап. Науково-природознавчого музею АН УРСР. 1962. Т. 10. С. 9—11.
50. Про вік фосфоритів у південних районах Тернопільської області // Матеріали до вивчення природних ресурсів Поділля: 36. наук. ст. Кременець, 1963. С. 51—52 (співавтор В. І. Гаврилишин).
51. Монографічні колекції палеонтологічних фондів Науково-природознавчого музею АН УРСР. Київ, 1963. С. 3—36 (співавтор В Т. Левицький).
52. Середній альб на Волино-Подільській плиті // Доп. АН УРСР. 1964. № 7. С. 957—958 (співавтор В. І. Гаврилишин).
53. Памяти П. П. Балабая // Палеонтологический сборник 1965. № 2. Вып. 1. С. 99—100 (співавтор В. І. Здун).
54. Пам'ятки неживої природи в західних областях України, їх охорона І використання для вивчення геологічної історії краю // Охорона природи в західних областях України. Матеріали міжобласної конференції Львів, 1966. С. 223—226 (співавтор М. Р. Ладиженський).
55. Верхньокрейдові карбонатні породи Волино-Подільської плити // Геол. журнал 1966. Т. 26. вип. 1. С. 87—89 (співавтори В. І. Гаврилишин, С. П. Коцюбинський, B. Т. Левицький, І. Д. Цибик).
56. Новые данные о возрасте раховской свиты // Палеонтологический сборник 1966. № 3. Вып. 1. C. 114—119 (співавтори О. С. Вялов, Я. О. Кульчицький).
57. Стратиграфия альба и сеномана Волыно-Подольской плиты // Там же. С. 97— 106 (співавтори Ю. М. Сеньковський, В. I. Гаврилишин).
58. Фауна моллюсков новой литолого-фациальной разновидности мела Раховской зоны Украинских Карпат // Палеонтологический сборник 1966 № 3. Вып. 2. С. 70—78 (співавтори Я. О. Кульчицький, П. Ю. Лозиняк).
59. Новые данные о фауне нижнеспасской (яблонской) подсвиты // Палеонтологический сборник 1967. № 4. Вып. 2. С. 42—46 (співавтори В. I. Гаврилишин, А. Г. Жураковський).
60. К стратиграфии верхнего мела внешней зоны Предкарпатского краевого прогиба // Там же. С. 60—61 (співавтор С. П. Коцюбинський).
61. До стратиграфії нижньокрейдових відкладів Скибової зони Українських Карпат // Доп. АН УРСР. Сер. Б. 1967. № 8. С. 674—677 (співавтор А. Г. Жураковський).
62. Определение температур по соотношению кальций к магнию в кальците позднемеловых ископаемых Волыно-Подольской плиты и Львовской мульды // Геохимия. 1968. № 9 С. 1128—1131 (співавтори Т. С. Берлін, А. В. Хабакоз).
63. Альбські відклади на західному Поліссі // Доп. АН УРСР. Сер. Б. 1968. № И. С. 971—973 (співавтори В. I. Гаврилишин, Ю. М. Сеньковський).
64. Биостратиграфия меловых отложений Предкарпатского прогиба и сопредельных территорий. Реферат, информация о законченных научно-исследовательских работах в институтах АН УССР // Геология. 1968. вып. 2. С. 7—8 (співавтори В. I. Гаврилишин, Ю. М. Сеньковський).
65. Атлас литолого-палеогеографических карт СССР. М-б 1: 7500000. 1966. Т. 3. Триасовый, юрский и меловой периоды. Москва, 1968. Лист 36, 38, 40, 42, 44, 46, 48, БО (Співавтори Д. П. Найдін, А. Б. Ронов та ін.).
66. Стратиграфія і фауна крейдових відкладів заходу України (без Карпат). К., 1968 (співавтори В. І. Гаврилишин, В. А. Гинда, С. П. Коцюбинський, Ю. М. Сеньковський).
67. Новые находки фауны в меловых отложениях Раховской зоны (Закарпатье) // Палеонтологический сборник 1969. № 6. вып. 2. С. 39—43 (співавтор П. Ю. Лозиняк).
68. Геологические разрезы меловых отложений Львовской мульды // Геология и геохимия горючих ископаемых. 1969. Вып. 21. С. 62—65.
69. Літолого-палеогеографічна карта альбу Волино-Поділля і суміжних територій // Доп. АН УРСР. Сер. Б/ 1970. № 6. С. 489—492 (співавтори Ю. М. Сеньковський, В. І. Гаврилишин).
70. Несколько замечаний по поводу публикации «Стратиграфической схемы меловых отложений Украины» (К., 1969) // Палеонтологический сборник 1970. № 7. Вып. 1. С. 87—88 (співавтори А. М. Волошина, Н. В. Дабагян, Я. О. Кульчицький).
71. Стратиграфия и палеонтология. Обзорные главы. Геологическая изученность СССР. Т. 31. Украинская ССР (Западные области). Период 1956—1960. Вып. 1. Опубликованные работы. К-, 1970. С. 17—38 (співавтори І. В. Венглінський, Я. О. Кульчицький, К. Я. Гуревич).
72. Стратиграфия и фауна мела Суховской и Раховской зон Украинских Карпат // Палеонтологический сборник 1971. № 8. Вып. 2. С. 63—70 (співавтор Я. О. Кульчицький).
73. О возрасте белотисенской свиты (Украинские Карпаты) // Палеонтологический сборник 1971. № 8. Выи. 2. С. 58—62 (співавтор П. Ю. Лозиняк).
74. Альбские отложения западной части Белоруссии // Докл. АН БССР, 1971. Т. 15. № 12. С. 1113—1116 (співавтор В. С. Акимець).
75. Юрські відклади на західному Поліссі // Доп. АН УРСР. Сер. Б. 1971. № 9. C. 788—790 (співавтор В. I. Гаврилишин).
76. Палеогеография Предгорного пгюгиба Украинских Карпат в позднемеловую эпоху // Bulletin of the IXth Congress of the Carpatho-Balcan Geol. Ass. (Acta Geolo-gica Ac. Sci. Hungariae, t. 15). Budapest, 1971. P. 243—251 (співавтор В. I. Гаврилишин).
77. Палеогеография мезозоя Волыно-Подольской плиты и Львовской мульды // Сб. реф. научн.-исслед. работ ИГГГИ АН УССР, выполненных в 1968—1969 гг. К., 1971. С. 42—45 (співавтор В. I. Гаврилишин).
78. Литолого-палеогеографические карты платформенной части западных областей УССР в неокомский. альбскип и сеноманский века мелового периода // Там же. С. 46— 49 (співавтори Ю. М. Сеньковський, В. I. Гаврилишин).
79. До методики складання геологічних розрізів і палеогеографічних карт // Геол. журнал 1971. Т. 31. Вип. 6. С. 102—106.
80. Волино-Подільська частина Руської платформи // Стратиграфія УРСР. Т. 8. Крейда. К., 1971. С. 99—120.
81. К геологической терминологии // Геол. журнал 1972. Т. 32. Вип. 5. С. 120—122 (співавтор А. В. Кабайда).
82. Палеонтологические фонды Львовского государственного музея АН УССР // Совещание по хранению палеонтологических коллекций. М., 1972 (співавтор О. П. Кулаківська).
83. Крейдові серпуліди Європейської частини СРСР. К., 1973.
84. Фации и палеогеография раннего мела и сеномана Запада Европейской части СССР // Проблемы региональной геологии Прибалтики и Белоруссии. Рига, 1973 С. 87—103 (співавтори А. А. Григяліс, Г, А. Каледа, В. С. Акимець та ін.).
85. До палеогеографії Середнього Придністров'я у пізньому альбі // Геологія і геохімія горючих копалин. 1973. Вип. 34. С. 95—99 (співавтор В. І. Гаврилишин).
86. Новые данные по палеогеографии и тектонике Карпатского региона в меловом периоде. / Тектоника и полезные ископаемые запада Украинской ССР. Ч. 1. Тектоника, геология и гидрогеология месторождений горючих ископаемых // Тез. докл. респ. совещ. Львов, 24—26 сент. 1973 г. К., 1973. С. 69—70.
87. Початок каменярської промисловості на західному Поділлі // Пам'ятники України. 1973. № 1. С. 33—34 (співавтор В. І. Гаврилишин).
88. Схема стратиграфічного розчленування альб-сеноману Поділля // Геологія і геохімія горючих копалин. 1973. Вип. 36, С. 85—88 (співавтор В. І. Гаврилишин).
89. Новая книга о раннемеловых аммонитах Карпат // Палеонтологический сборник 1974. № 11. Вып. 1. С. 94—95.
90. Реф. научн.-исслед. работ Ин-та геологии и геохимии горючих ископаемых АН (1972). К., 1974. С. .3—7 (співавтори В. I. Гаврилишин, Ю. М. Сеньковський).
91. До методики охорони пам'яток неживої природи. Охорона природи та раціональне використання природних ресурсів у західних областях УРСР // Тези доп. між-обл. конф. 29—30 жовтня 1974 р. Львів, 1974. С. 62—63 (співавтори В. І. Гаврилишин, Д. М. Дригант, В. А. Гинда).
92. Позднемеловые гироплевры из Львовской мульды // Палеонтологический сборник 1974. № 11. Вып. 2. С. 44—50 (співавтор Н. Н. Бобкова).
93. Олег Степанович Вялов (к 70-летию со дня рождения) // Геология и геохимия горючих ископаемых. 1975. Вып. 43. С. 97—98.
94. Стратиграфия и палеонтология. Геологическая изученность СССР. Т. 31. Украинская ССР (Западные области). Период 1918—1945. Вып. 1. Опубликованные работы. К., 1975. С. 13—21 (співавтор Я. О. Кульчицький).
95. Значення фауни молюсків для проведення межі між нижньою і верхньою крейдою на Волино-Поділлі // Викопні фауна і флора України. 1975. Вип. 3. С. 56—59 (співавтор В. І. Гаврилишин).
96. Палеогеография Предкарпатьй в меловом периоде // Реф. научн.-исслед. работ Ин-та геологии и геохимии горючих ископаемых АН УССР (1975). К., 1976. С. 5—8 (співавтори В. I. Гаврилишин, Ю. М. Сеньковський).
97. Палеогеография Предкарпатского прогиба в меловом периоде (в связи с газоносностью) // Современные проблемы геологии и геохимии нефти и газа. 1977. С. 81—90 (співавтори Ю. М. Сеньковський, В. I. Гаврилишин).
98. Опорный разрез неокома во Львовской мульде // Геология и геохимия горючих ископаемых. 1977. Вып. 48. С. 85—93 (співавтор Л. П. Андреева).
99. Первая находка Collignotiiceras woolgari (Mollusca, Cephalopoda) в мелу Волыно-Подолья // Палеонтологический сборник 1977. № 14. С. 76—79 (співавтор В. I. Гаврилишин).
100. Новые данные о нижнемеловых отложениях Львовской мульды // Геологическое строение провинц. горюч. ископ. Украины. К., 1978. С. 67—72 (співавтори Л. П. Андреева, А. М. Волошина).
101. Мікрокопроліти крейдяних відкладів Волино-Поділля і їх зв'язок з фаціями // Доп. АН УРСР Сер. Б. 1978. № 5. С. 397—400.
102. Об использовании микрокопролитов для выяснения условий водной среды // Палеонтологический сборник 1978. № 15. С. 55—58.
103. Стратиграфия и палеонтология. Геологическая изученность СССР. Т. 31. Украинская ССП (западные области). Период 1961—1965. Вып. 1. Опубликованные работы. К., 1978 С. 13—25 (співавтори В. Г. Шеремета, В. В. Даниш, Г. М. Гришкевич).
104. Palaogeoraphie des Albs auf dem westlichen Territoriurn des europaischen Teils der UdSSR Ztsc.hr. fur angew. Geologie, 1978, Bd. 24, H. 11. S. 451—456 (співавтори A. A. Grigjalis, R. A. Martinene, W. S. Akimez).
105. Развитие позднемеловых моллюсков на Волыно-Подолье // Палеонтологический сборник 1979. № 16. С. 5—58 (співавтор В. I. Гаврилишин).
106. Неоком Прикарпатья // Геология и геохимия горючих ископаемых. 1980. Вып. 55. С. 22—ЗО (співавтор Б. М. Улізло).
107. Вулканизм и развитие организмов с кремневым скелетом в северной части океана Тетис в меловом периоде // Геол. журнал 1981. № 2 (співавтори Р. Й. Лещух, Ю. М. Сеньковський).
108. Семейство Serpulidae (Серпулиды). Развитие и смена простейших, кишечнополостных и червей на рубеже мезозоя и кайнозоя. М., 1981.
109. Питонеллиды волыно-подольского турона // Палеонтологический сборник 1984. № 21. С. 96-98.
110. Стратиграфия и палеонтология. Геологическая изученность СССР. Т. 31. Украинская ССР. Период 1966—1970. Опубликованные работы. К., 1985. Т. 10. Вып. 1. С. 10—18 (співавтори Д. М. Дригант, П. Н. Царненко та ін.).
111. Волино-Поділля у крейдовому періоді. К., 1987 (співавтори Ю. М. Сеньковський, В. І Гаврилишин).
112. Региональная стратиграфическая схема верхнемеловых отложений платформенной Украины. К., 1991 (співавтори А. В. Іванніков, Є. С. Липник, Л. Ф. Плотникова та ін.).
113. Стратиграфические подразделения меловых отложений платформенной части запада Украины / Препринт ИГГГИ АН УССР. № 91 — 1. Львов, 1991. 54 с (співавтори В. І. Гаврилишин, С. В. Розумейко).
114. Водоросли из подольского мела // Палеонтологический сборник 1990. № 27. С. 53—57 (співавтор С. П. Мельник).
115. Нові знахідки органічних залишків у керні свердловини Добромиль-Стрільбичі-33 // Палеонтологический сборник 1993. № 29 29. С 28—30 (співавтори Л. Т. Бойчевська, Р. Радоічіць).